# رمله (دشت آزادگان)
رمله (دشت آزادگان)، روستایی از توابع بخش مرکزی شهرستان دشت آزادگان در استان خوزستان ایران است.

## جمعیت
این روستا در دهستان حومه‌غربی قرار دارد و براساس سرشماری مرکز آمار ایران در سال ۱۳۸۵، جمعیت آن زیر سه خانوار بوده‌است.